# 海伦娜·卢卡斯
海伦娜·卢卡斯（英語：Helena Lucas，1975年4月29日—），英国女子帆船运动员。她曾代表英国参加2008年、2012年和2016年夏季残疾人奥林匹克运动会帆船比赛，获得一枚金牌和一枚铜牌。